# Navigation maritime

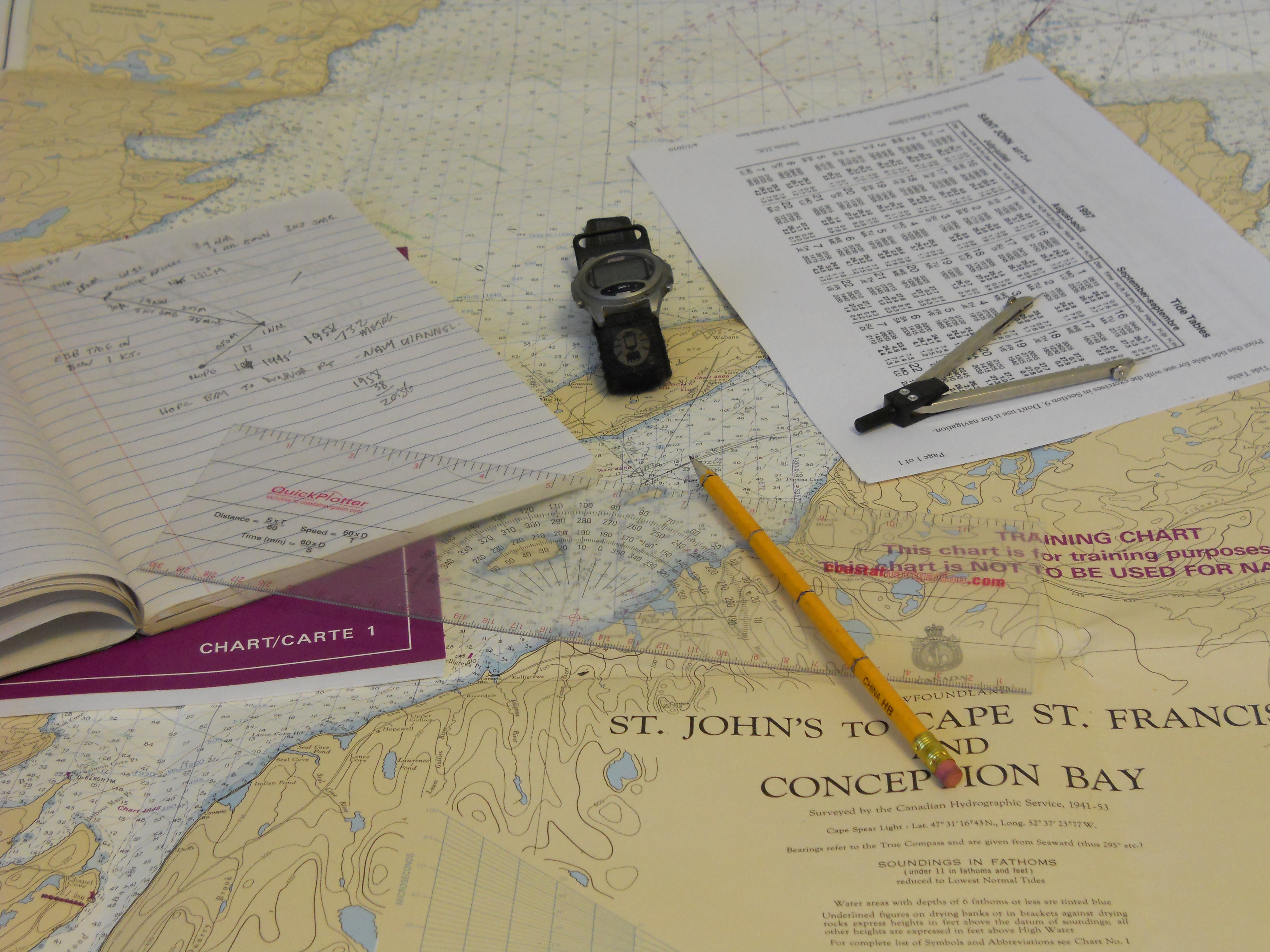
Navigation maritime sur carte

La navigation maritime concerne toutes les activités humaines de circulation sur les mers et océans. On parle de navigation hauturière lorsque le navire navigue en haute mer (hors de vue de terre) et de navigation côtière (ou cabotage, mais ce terme est restreint à l'activité exercée) lorsqu'il navigue en vue des côtes.
La navigation désigne également l'ensemble des techniques et méthodes qui permettent au navigateur :
- de déterminer sa position,
- de calculer la route à suivre pour se rendre à sa destination, en toute sécurité.

Cet article ne traite que de ce dernier sens.
La personne chargée sur un navire de la navigation est le navigateur. Il utilise différentes méthodes et techniques, les plus adaptées au contexte et en fonction de l'équipement du navire.

## Histoire
Si la construction navale progresse de façon continue, les embarcations restent longtemps faibles ou fragiles pour affronter les grandes houles océaniques. La présence d'obsidienne taillée en Corse sur un site daté de -7000 ans atteste que l'homme du néolithique savait aller chercher la pierre en Sardaigne. La navigation dans l'Antiquité se fait essentiellement par les côtes et à l'estime (c'est la limite de visibilité d'une voile sur l'horizon par temps clair qui détermine le « veues », l'unité de mesure de la distance en mer). Néanmoins, les navires, équipés d’avirons latéraux de gouverne et de voiles carrées, peuvent à l'occasion s’éloigner des côtes. La navigation au Moyen Âge se perfectionne au XIIe siècle avec la généralisation de l'usage de la boussole, du gouvernail d'étambot, et de l'armement (caraques puis caravelles) qui permettent les Grandes découvertes avant l'apogée de la voile qui se produit au XVIIe siècle et XVIIIe siècle.

### Le chanvre dans la navigation
Au XVe siècle, le chanvre était indispensable à la navigation européenne, notamment pour la fabrication de voiles et de cordages. La suprématie des Pays-Bas en tant que puissance maritime reposait en grande partie sur leur rôle de leader dans l'industrie du chanvre. La demande en chanvre pour les navires était énorme, un seul navire pouvant nécessiter jusqu'à 100 tonnes de chanvre pour son équipement. Cette demande en chanvre a fortement influencé le développement économique et géopolitique de l'Europe à cette époque.

## Déterminer sa position
Il existe une distinction entre la navigation hors de vue de terre et la navigation côtière. Avec des moyens traditionnels :
- hors de vue de terre, la navigation consiste à se placer en coordonnées géographiques (latitude et longitude). La méthode utilisée est alors la navigation à l'estime ; le point ainsi « estimé » est « recalé » plus ou moins fréquemment grâce à des points astronomique et, naguère, avec l'utilisation éventuelle de systèmes radioélectriques terrestres (CONSOL, LORAN, Oméga, Decca, etc. aujourd'hui pour la plupart éteints) ;
- La navigation côtière est « relative » : le navigateur se place en azimut et distance par rapport à un amer, par triangulation optique (point par trois relèvements) ou/et au moyen de son radar de navigation.

Le passage de la première à la seconde s'appelle l'atterrissage (le navigateur reconnaît la terre). L'opération inverse se traduit par un « démarrage de l'estime ».
Aujourd'hui, avec le développement et la généralisation des systèmes de positionnement satellitaires (GPS, Glonass, Beidou, Galileo), il est possible d'obtenir une position géographique précise en permanence, ce qui rend donc théoriquement superflue la tenue d'une estime.
En vue de terre, les méthodes traditionnelles sont toujours utilisées. Toutefois le système ECDIS permet de les remplacer. Hors ECDIS, le système de positionnement n'est qu'une aide à la navigation, l'emport de cartes papiers reste malgré tout, toujours nécessaire, mais non obligatoire règlementairement depuis la réforme (Cette obligation demeure au Canada). À défaut, il est nécessaire de reporter les points de changement de route (waypoints en anglais ou points de virage ou points de cheminement en français) prévus sur son système de visualisation et de bien surveiller tout écart.

### La navigation côtière
Dès qu'il a pu prendre la mer, l'homme a mis au point des techniques de navigation reposant sur l'observation de la côte : les techniques de navigation en vue de terre sont aujourd'hui toujours utilisées lorsque le navire est proche de la terre. Il s'agit d'identifier des points remarquables le long des côtes - amers naturels ou artificiels, balises et de nuit les feux des phares et des balises - de relever leur azimut avec un compas de relèvement, et de reporter ces relevés sur une carte marine. Le relevé de trois amers (triangulation) permet au navigateur de connaître sa position et de corriger son cap en conséquence.

### La navigation à l'estime
La navigation à l'estime est la méthode qui consiste à déduire sa position de sa route et de la distance parcourue depuis la dernière position connue. Traditionnellement, cette méthode repose sur les instruments mesurant son cap (compas), sa vitesse (loch, tachymètre, badin…) et le temps (chronomètre) ainsi qu'avec l'estimation éventuelle (ou le calcul) de l'influence de l'environnement (courant, vent) sur sa marche.

### La navigation astronomique
Très tôt, l'homme a constaté que le mouvement des astres (soleil, étoiles, lune) pouvait être déterminé à l'avance et fournir des indications précises sur la position de l'observateur. La mise au point de plusieurs instruments capable de relever la hauteur d'un astre au-dessus de l'horizon, dont le plus abouti est le sextant, a permis au navigateur de déterminer sa latitude. Les progrès dans l'horlogerie, en procurant au navigateur un référentiel horaire stable, ont permis de calculer avec une justesse croissante, la longitude. La navigation astronomique nécessite de savoir, identifier les astres, utiliser un sextant, consulter des éphémérides et effectuer des calculs qui permettent de recaler la position estimée du navire.

## Le Routage: Déterminer sa route
Naviguer consiste aussi à déterminer une route, un itinéraire pour aller d'un point à un autre, en évitant les dangers et, éventuellement, en tirant profit de l'environnement météorologique (les vents) et océanographique (les courants). Cette route est tracée, préalablement, sur une carte marine (et/ou sur un récepteur GPS) ; au cours de la navigation, le navigateur s'efforce de tenir cette route dont il a pu s'écarter sous l'influence du vent et du courant ou pour une manœuvre (d'anti-collision par exemple).

### Navigation hauturière
En l'absence de tout obstacle, l'itinéraire le plus court d'un point à un autre, sur la sphère terrestre, est un arc de grand cercle, appelé orthodromie ou route orthodromique. Sur une carte Mercator, cette route n'est pas une ligne droite. La ligne droite, ou route à cap constant, est appelée loxodromie.
Le gain d'une route orthodromique sur une route loxodromique n'est appréciable que sur de grandes distances et aux latitudes élevées.
Une étude fine des conditions climatologiques, océanographiques et météorologiques permet, par ailleurs, de choisir la route optimale qui permettra de tirer profit du vent et du courant et d'éviter les perturbations susceptibles de ralentir la marche. Cette étude, le routage maritime, est, bien sûr, d'une importance essentielle, pour la navigation à voile, mais elle est également utile à la marine marchande.

### Navigation côtière
Le principal souci en navigation côtière est d'éviter les dangers représentés par la côte, les récifs et les faibles fonds.
La route, préparée et tracée sur la carte (ou le récepteur GPS), tient donc compte de ces éléments, des distances de sécurité que l'on s'accorde, de la sonde inscrite sur la carte et éventuellement du calcul de la hauteur d'eau et de la profondeur d'eau minimale de sécurité que l'on souhaite conserver sous la quille en toutes circonstances (appelée « pied de pilote »).
Ces distances de sécurité dépendent des caractéristiques du navire (tirant d'eau, vitesse et, en eaux resserrées, longueur et rayon de giration) et aussi de l'environnement (conditions météorologiques et de visibilité, balisage, amers particuliers). Le pied de pilote dépend également des caractéristiques du navire, des conditions de mer et de houle, de la fiabilité à accorder aux relevés de sonde de la carte.
Un sondeur permet de contrôler la profondeur effective sous la quille.
La navigation côtière s'appuie sur de nombreuses aides représentés par la signalisation maritime (surtout abondante sur les côtes des pays développés), le balisage cardinal en mer, latéral dans les chenaux. Les amers sur la côte permettent par ailleurs de tracer sur la carte des relèvements de garde, s'assurant ainsi s'il n'est pas franchi de ne pas arriver dans une zone dangereuse. Deux amers alignés permettent une navigation par alignements, particulièrement pratique et sûre dans un chenal.

#### Le calcul des marées
Dans les eaux soumises à la marée, un calcul de marée est effectué par le navigateur pour déterminer où et quand une route ou un passage est praticable en toute sécurité.
Les mers soumises à la marée comportent également des courants variables qui peuvent accélérer ou ralentir le bateau et dans certains endroits resserrés lever une mer dangereuse. Ce phénomène doit être intégré dans les calculs du navigateur.

#### Navigation
- François Bellec, Histoire universelle de la navigation : Tome 1, Les découvreurs d'étoiles, éditions Jean-Pierre de Monza, 2016, 496 p. (ISBN 978-2-916231-42-6)
- Jean Yves Bequignon et Jean Louis Guery, La Navigation Hauturière : Préparatifs - Vie à bord - Sécurité - Météo - Navigation, Voiles et voiliers (Paris), coll. « Comprendre », 2014, 80 p. (ISBN 978-2-916083-68-1)
- François Chevalier, Toutes les manœuvres de votre voilier : en 300 illustrations, Voiles et voiliers (Paris), coll. « Comprendre », 2009, 89 p. (ISBN 978-2-9517662-7-3)
- Jean Louis Guery, Marées, vents et courants : en 150 photos et illustrations, Voiles et voiliers (Paris), coll. « Comprendre », 2010, 81 p. (ISBN 978-2-916083-43-8)
- Jean Louis Guery, Le balisage et les signaux maritimes : au programme des permis moteurs, Voiles et voiliers (Paris), coll. « Comprendre », 2011, 89 p. (ISBN 978-2-916083-49-0)
- Ivar Dedekam, L'art de la navigation et le point astro : en 130 illustrations, Voiles et voiliers (Paris), coll. « Comprendre », 2009, 90 p. (ISBN 978-2-9517662-8-0)
- Ivar Dedekam, Les bons réglages de votre voilier : en 150 illustrations, Voiles et voiliers (Paris), coll. « Comprendre », 2011, 89 p. (ISBN 978-2-9517662-2-8)
- Ivar Dedekam (trad. de l'anglais), Manœuvre de port et de mouillage : Matelotage usuel ; Manœuvres au moteur ; Manœuvre à la voile ; Amarrage ; Mouillage sur ancre ; Prise de coffre, Paris, Voiles et voiliers (Paris), coll. « Comprendre », 2009, 82 p. (ISBN 978-2-916083-10-0)
- Jean Michel Barrault, Initiation à la navigation, Ouest France - Éditions du Pen Duick, 1989, 93 p. (ISBN 2-85513-063-8)
- Pascale Bouton, Guide de la randonnée nautique, Aix-en-Provence, Vagnon, 2009, 179 p. (ISBN 978-2-85725-630-4)

#### Météo Marine
- Nathalie Hirsch, Joël Hoffman et Michel Hontarrede, Petit manuel de météo marine, Grenoble, Glénat, 2016, 191 p. (ISBN 978-2-7234-8110-6)
- Christian Hinterseber, Guide de météorologie marine, Gallimard, 1980, 156 p.
- Français Vadon, Guide des vents marins, Douarnenez, Le Chasse Marée, 2005, 125 p. (ISBN 2-914208-62-6)